# Babel Island
Babel Island è un'isola del Babel Group, un sottogruppo delle isole Furneaux in Tasmania (Australia). L'isola appartiene alla municipalità di Flinders. Altre isole del Babel Group sono Cat Island e Storehouse Island.
L'isola ha ricevuto questo nome da Matthew Flinders per il rumore prodotto dagli uccelli marini. Nel 1995 il titolo di proprietà di Babel Island è stato conferito al Consiglio per le terre aborigene della Tasmania (Aboriginal Land Council of Tasmania).

## Geografia
Babel si trova nello stretto di Bass che divide l'isola di Tasmania dall'Australia, a est di Flinders Island (la maggiore delle Furneaux); sul suo lato orientale si trovano le due isole minori del gruppo: Cat e  Storehouse. Babel ha una superficie di 4,4 km² e l'altezza massima, di 197 m.

### Fauna
Il Babel Group è stato identificato come Important Bird and Biodiversity Area (IBA). L'isola di Babel ospita la più grande colonia di berta codacorta, con una stima di 2,8 milioni di coppie, pari a circa il 12% dell'intera popolazione di questa specie. Ogni anno sull'isola viene effettuata una raccolta regolamentata e sostenibile dei pulcini (muttonbirding).
È presente anche una grande colonia di pinguino minore blu (20 000 coppie); c'è il gabbiano australiano, il gabbiano del Pacifico, la beccaccia di mare fuligginosa, il beccapesci veloce. L'aquila pescatrice panciabianca si riproduce sull'isola e il falco pellegrino nidifica sulle scogliere orientali.

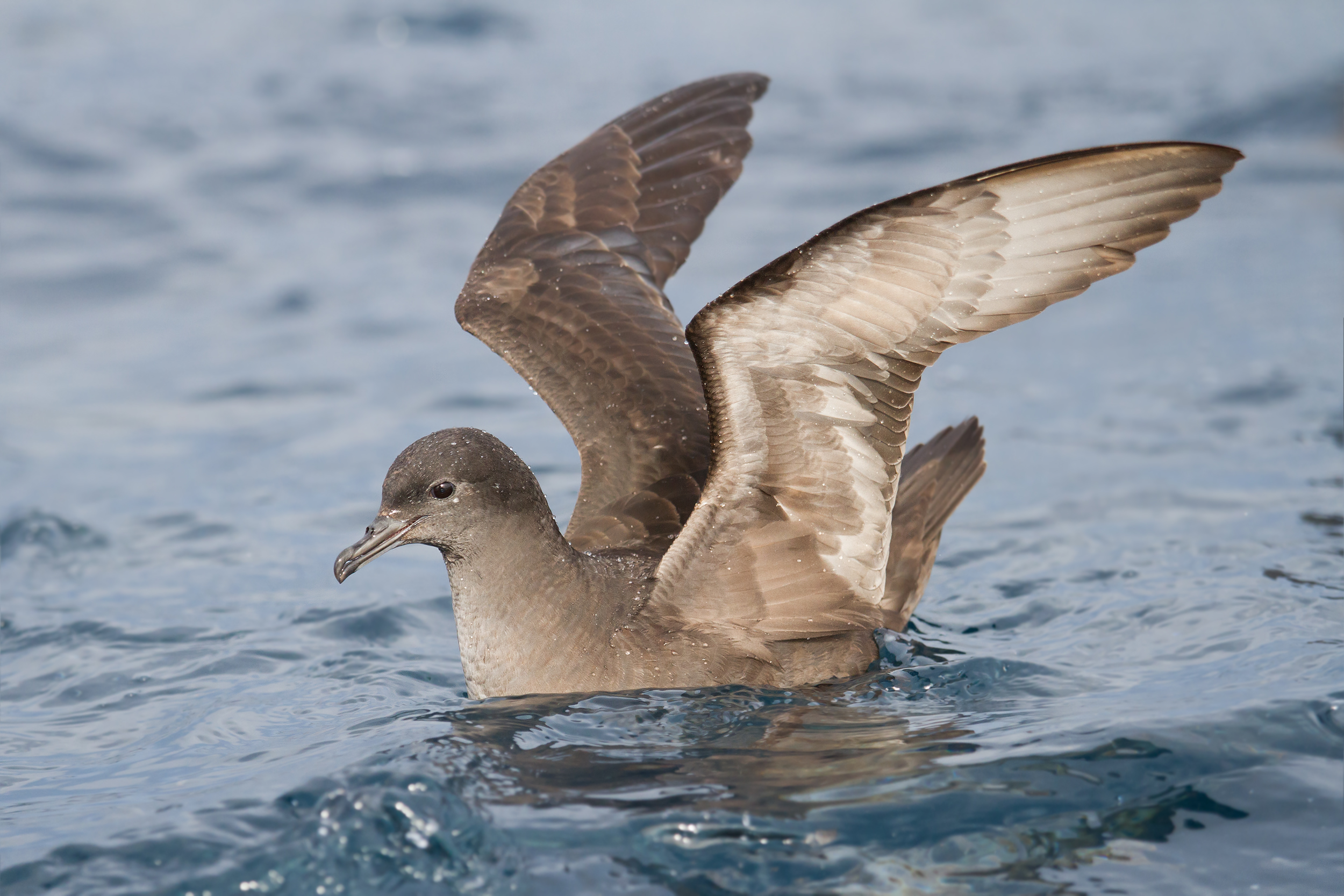
Ardenna tenuirostris

Sono presenti inoltre il wallaby dal collo rosso e il pademelon della Tasmania e, tra i rettili, il Niveoscincus metallicus, la Bassiana duperreyi, l'Egernia whitii, la Tiliqua scincoides scincoides e il serpente tigre.